# 琼斯堡 (加利福尼亚州)
琼斯堡（英語：Fort Jones）是美国加利福尼亚州锡斯基尤县下属的一座城市。建市于1872年3月16日，面积大约为0.6平方英里（1.6平方公里）。根据2010年美国人口普查，该市有人口839人。